# Söngvakeppni Sjónvarpsins 2010
La diciassettesima edizione del Söngvakeppni Sjónvarpsins si è tenuta dal 9 gennaio al 6 febbraio 2010 e ha selezionato il rappresentante dell'Islanda all'Eurovision Song Contest 2010, ospitato da Bærum (vicino a Oslo), in Norvegia.
La vincitrice è stata Hera Björk con Je ne sais quoi.

## Organizzazione
Come le precedenti edizioni, l'organizzazione dell'evento è spettata all'emittente islandese Ríkisútvarpið (RÚV) che ha suddiviso il Söngvakeppni in tre semifinali da cinque canzoni ciascuna e una finale.
I requisiti per presentare le proprie opere sono stati resi pubblici nel mese di settembre 2009: ogni compositore può presentarsi al massimo con tre brani e tutti i concorrenti (compositori inclusi) devono essere cittadini islandesi o risiedere in Islanda.
Dal 9 settembre al 5 ottobre 2009 è stato possibile inviare all'emittente i brani partecipanti, per un totale di 150 aspiranti.

## Partecipanti
La lista dei partecipanti pubblicata il 18 dicembre 2009.
| Artista                   | Brano                  | Traduzione                 | Compositori                                    |
| ------------------------- | ---------------------- | -------------------------- | ---------------------------------------------- |
| Anna Hlín                 | Komdu á morgun til mín | Vieni domani da me         | Grétar Sigurbergsson                           |
| Arnar Jónsson             | Þúsund stjörnur        | Mille stelle               | Jóhannes Kári Kristinsson                      |
| Edgar Smári               | Now and Forever        | Adesso e per sempre        | Albert G. Jónsson                              |
| Hera Björk                | Je ne sais quoi        | Io non so cosa             | Örlygur Smári e Hera Björk                     |
| Hvanndalsbræður           | Gleði og glens         | Gioia e valli              | Rögnvaldur Rögnvaldsson                        |
| Íris Hólm                 | The One                | L'unico                    | Birgir Jóhann Birgisson                        |
| Jógvan Hansen             | One More Day           | Un altro giorno            | Óskar Páll Sveinsson e Bubbi Morthens          |
| Karen Pálsdóttir          | In the Future          | Nel futuro                 | Bryndís Sunna Valdimarsdóttir e Daði Georgsson |
| Kolbrún Eva Viktorsdóttir | You Are the One        | Sei l'unica                | Haraldur G. Ásmundsson                         |
| Matthias Matthiasson      | Out of Sight           | Fuori dal campo visivo     | Matthías Stefánsson                            |
| Menn Ársins               | Gefst ekki upp         | Non arrenderti             | Haraldur Vignir Sveinbjörnsson                 |
| Sigrún Vala               | I Believe in Angels    | Credo negli angeli         | Halldór Guðjónsson                             |
| Sigurjón Brink            | You Knocked on My Door | Hai bussato alla mia porta | Jóhannes Kári Kristinsson                      |
| Steinar Logi Nesheim      | Every Word             | Ogni parola                | Steinarr Logi Nesheim                          |

### Prima semifinale
| # | Artista                   | Brano                  |
| - | ------------------------- | ---------------------- |
| 1 | Íris Hólm                 | The One                |
| 2 | Matthias Matthiasson      | Out of Sight           |
| 3 | Sigurjón Brink            | You Knocked on My Door |
| 4 | Kolbrún Eva Viktorsdóttir | You Are the One        |
| 5 | Karen Pálsdóttir          | In the Future          |

### Seconda semifinale
| # | Artista         | Brano               |
| - | --------------- | ------------------- |
| 1 | Edgar Smári     | Now and Forever     |
| 2 | Sigrún Vala     | I Believe in Angels |
| 3 | Menn Ársins     | Gefst ekki upp      |
| 4 | Jógvan Hansen   | One More Day        |
| 5 | Hvanndalsbræður | Gleði og glens      |

### Terza semifinale
| # | Artista              | Brano                  |
| - | -------------------- | ---------------------- |
| 1 | Anna Hlín            | Komdu á morgun til mín |
| 2 | Arnar Jónsson        | Þúsund stjörnur        |
| 3 | Sigurjón Brink       | Waterslide             |
| 4 | Steinar Logi Nesheim | Every Word             |
| 5 | Hera Björk           | Je ne sais quoi        |

### Finale
La finale si è tenuta il 6 febbraio dalle 20:10 alle 21:35 (UTC+0).
| # | Artista              | Brano           | Posizione |
| - | -------------------- | --------------- | --------- |
| 1 | Íris Hólm            | The One         | -         |
| 2 | Matthias Matthiasson | Out of Sight    | -         |
| 3 | Jógvan Hansen        | One More Day    | 2         |
| 4 | Hvanndalsbræður      | Gleði og glens  | -         |
| 5 | Sigurjón Brink       | Waterslide      | -         |
| 6 | Hera Björk           | Je ne sais quoi | 1         |

## All'Eurovision Song Contest
L'Islanda si è esibita 17ª nella prima semifinale, classificandosi 3ª con 123 punti e qualificandosi per la finale, dove, esibendosi 16ª si è classificata 19ª con 41 punti.

### Voto

#### Punti assegnati all'Islanda
| 12        | 10                           | 8                           | 7                                           | 6                                     |
| --------- | ---------------------------- | --------------------------- | ------------------------------------------- | ------------------------------------- |
| - Belgio  | - Malta - Moldavia - Polonia | - Albania - Grecia - Russia | - Estonia - Finlandia - Slovacchia - Spagna | - Bielorussia - Germania - Portogallo |
| 5         | 4                            | 3                           | 2                                           | 1                                     |
| - Francia |                              | - Serbia                    | - Lettonia                                  | - Macedonia                           |

| 12          | 10                   | 8                    | 7             | 6                  |
| ----------- | -------------------- | -------------------- | ------------- | ------------------ |
|             |                      | - Belgio             |               | - Malta - Norvegia |
| 5           | 4                    | 3                    | 2             | 1                  |
| - Finlandia | - Estonia - Germania | - Danimarca - Grecia | - Bielorussia |                    |

#### Punti assegnati dall'Islanda
| Punti | Stato      |
| ----- | ---------- |
| 12    | Belgio     |
| 10    | Albania    |
| 8     | Grecia     |
| 7     | Portogallo |
| 6     | Finlandia  |
| 5     | Slovacchia |
| 4     | Malta      |
| 3     | Serbia     |
| 2     | Estonia    |
| 1     | Macedonia  |

| Punti | Stato       |
| ----- | ----------- |
| 12    | Danimarca   |
| 10    | Belgio      |
| 8     | Grecia      |
| 7     | Albania     |
| 6     | Francia     |
| 5     | Romania     |
| 4     | Azerbaigian |
| 3     | Germania    |
| 2     | Georgia     |
| 1     | Portogallo  |